# Johannes Uddin
Carl Johannes Reinhold Uddin, född 6 augusti 1878 i Mästerby på Gotland, död 20 januari 1970 i Markims församling, Stockholms län, var präst, tidningsutgivare och författare. Uddin var pacifist och argumenterade mot krig. Han var också intresserad av spiritism. 
Fadern, Reinhold Uddin (1848–1904), var präst på Gotland i Visby stift, modern, Hilma af Klint född 1850 i den adliga släkten af Klint. Uddin hade en bror, Henning även han präst.
Filosofie kandidat vid Uppsala universitet 1902, prästvigd 1907 därefter kyrkoadjunkt, fängelsepräst, sjukhuspräst på Söderby sjukhus. Fångvårdens centrala hjälpbyrå, Djursholms samskola. På Djursholms samskola träffade han Natanael Beskow, teolog och radikalpacifist, psalmdiktare som fram till 1909 var rektor på skolan.
Han gifte sig 1912 med skådespelerskan Berta Hallberg, född 1889, blev 1918 vicepastor i Markims församling, 1920 tillförordnad kyrkoherde där, flyttade till Markims prästgård och 1923 blev Uddin ordinarie kyrkoherde i Markims församling.
Uddin var en frispråkig pastor som flera gånger blev anmäld till domkapitlet som dock lämnade anmälningarna utan åtgärd. 1907 var Uddin fängelsepredikant på Gotland och gjorde en redogörelse för själavården och kristendomsundervisningen vid kronohäktet där han bland annat skrev att alkoholister i allmänhet var goda och vänliga människor, men i etiskt avseende defekta individer, som inte borde straffas utan i stället skyddas mot sig själva. Vidare sade han sig ha blivit frapperad av barnamörderskornas karaktärsstyrka och förträffliga egenskaper och förklarade, att de var "offer för skumraskförhållanden på det erotiska området och för en officiell moral, som förlåter sig själv allt och andra intet". Dessa uttalandens skapa stor debatt.
Under första världskriget engagerade sig Uddin för en aktiv pacifism som han uppfattade som tvungen för en kristen. Han träffade Nathan Söderblom och gav ut ett par böcker med pacifistiskt innehåll. I boken "Jesus försvarsnihilist" visade Uddin med mängder av citat hur Bibeln är "försvarsnihilistisk"
Han intresserade sig även för spiritism och telepati, i den form den uppstod under 1920-talet, baserad på de nya vetenskapliga upptäckerna med osynlig strålning med mera. Uddin tog starkt intryck av Oliver Lodge och hans bok "Raymond or Life and Death". År 1959 blev Uddin medlem i The Churches' Fellowship for Psychical and Spiritual Studies. Han är begravd på Markims kyrkogård.